# Texture (pétrographie)
Pour les articles homonymes, voir Texture.

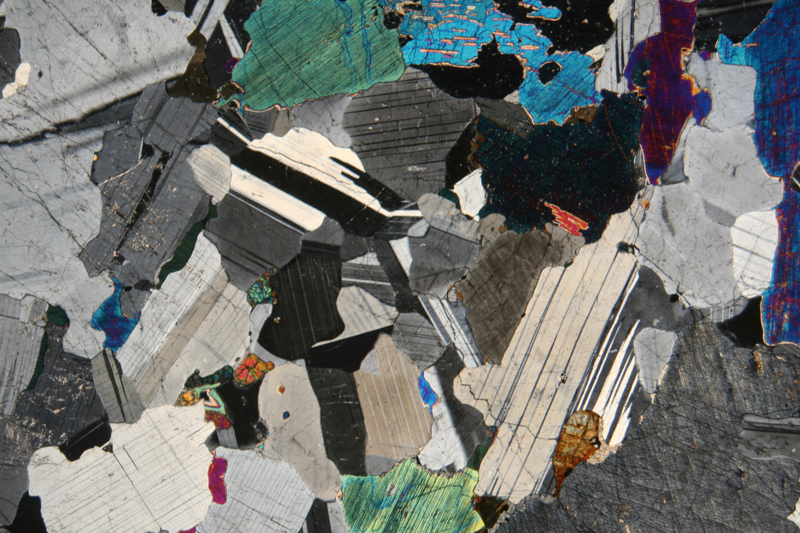
Microphotographie d'une lame mince de gabbro en lumière polarisée analysée (LPA), révélant sa texture holocristalline : les pyroxènes présentent des teintes vives de polarisation ; les olivines se caractérisent par des teintes colorées moins vives, des formes globuleuses plus petites (sections moins allongées) avec des cassures nettes. Les plagioclases s'identifient par leurs teintes dans les blancs ou gris et leurs rayures typiques (macles polysynthétiques). Les bandes jaunes et bleues dans les cristaux de clinopyroxène de la partie supérieure de la photographie, indiquent des intercroissances lamellaires d'orthopyroxène.

En pétrographie, la texture d'une roche (parfois mal appelée « structure », puisque ces deux notions sont différentes) caractérise l'arrangement des cristaux entre eux à l'échelle de l'échantillon, de la lame mince ou même à une échelle plus fine. 
Pour les roches magmatiques, on distingue trois groupes de textures fondamentales :
- holocristallines (grenues et microgrenues) : les phénocristaux sont visibles à l'œil nu (texture grenue caractéristique des roches magmatiques plutoniques à refroidissement lent) ou au microscope (texture microgrenue, caractéristique des roches magmatiques filoniennes) dans une roche entièrement cristallisée ;
- hypocristallines (hémicristallines ou microlitiques) : de nombreux cristaux, appelés microlites, ne sont visibles qu'au microscope optique dans une roche partiellement cristallisée (microlites associés à un verre non cristallisé, caractéristique des roches magmatiques volcaniques à refroidissement rapide) ;
- hyalines[5] (texture vitreuse) : pratiquement pas de cristal, la roche étant composée surtout de verre volcanique (caractéristique des roches magmatiques volcaniques à refroidissement très rapide).

La matrice désigne la microtexture des roches volcaniques ou sédimentaires. L'ensemble des microlites et du verre constitue la pâte (ou mésostase) de la roche qui constitue la partie encore liquide du magma au moment de l'éruption.
Le refroidissement rapide du magma empêche un arrangement atomique poussé. La matière reste à l'état vitreux pour l'essentiel et peu de cristaux se forment (cristallisation incomplète). Le processus de refroidissement magmatique n'est pas le seul à laisser une empreinte texturale cristalline. Une cristallisation par précipitation chimique (origine sédimentaire) ou une recristallisation sous fortes pression et température (origine métamorphique) peuvent conduire à un résultat analogue.
Les roches magmatiques volcaniques sont parfois caractérisées par du gaz piégé dans des bulles sphériques (issu du dégazage du magma) dont la diamètre va du centimètre à la limite du discernable à l'œil nu ou à la loupe, porosité.

## Textures des roches magmatiques

### Textures grenues
Pour distinguer les différents types de grains, les pétrographes retiennent les coupures suivantes : roches à très gros grains (diamètre > 3 cm), à gros grains (diamètre de 1 à 3 cm), à grains moyens (diamètre de 1 mm à 1 cm), à grains fins (diamètre < 1 mm). Lorsque les cristaux sont de même taille, la texture est dite isogranulaire ou équigranulaire.
| - Lumière polarisée non analysée. - Lumière polarisée analysée. |

- Texture grenue équante : les cristaux sont de même taille (de l'ordre du mm ou du cm).
- Texture grenue porphyroïde : de gros cristaux de taille centimétrique (1 à 5 cm ou plus) plutôt automorphes sont dispersés parmi des cristaux bien plus petits (de cinq à dix fois), cas notamment de phénocristaux préexistant dans le magma avant son effusion.
- Texture granoblastique : les minéraux sont xénomorphes, de même taille, avec des joints de grain rectilignes formant des angles proches de 120°, résultant d'une recristallisation (recuit).
- Texture poecilitique : minéral de grande taille englobant de nombreux petits cristaux automorphes d'un autre minéral. Cette texture est caractéristique des cumulats.
- Texture aplitique : quartz et feldspaths seuls, en cristaux équigranulaires, formant un assemblage de taille millimétrique (roche hololeucocrate).
- Texture pegmatitique : minéraux de taille centimétrique à pluri-centimétrique, quartz et feldspath automorphes, avec ou sans micas.
- Texture orbiculaire : autour d'un noyau se développent des enveloppes concentriques à structure rayonnante, constituées alternativement de feldspath et de minéraux ferromagnésiens.
- Texture coronitique : texture réactionnelle entre minéraux différents formant une couronne.
- Texture graphique : variété de la texture pegmatitique où la cristallisation simultanée du quartz et de feldspath alcalin se manifeste par une disposition régulière de plages de quartz, isolées et cunéiformes, mais formant un cristal unique au sein du feldspath.
- Texture myrmékitique : gouttelettes de quartz en inclusion dans le plagioclase.
- Texture symplectique : association intime de cristaux vermiculaires.
- Texture monzonitique : orthose automorphe de grande taille incluant des plagioclases automorphes de plus petite taille (monzonites et granites calco-alcalins).
- Texture perthitique et texture antiperthitique : exsolution d'albite dans du feldspath potassique ou exsolution de feldspath potassique dans le plagioclase.
- Texture rapakivi et texture antirapakivi : feldspath potassique auréolé de plagioclases ou disposition inverse.
- Texture en syneusis : texture particulière d'accolement de cristaux présentant des zonalités non superposables (cœur) entourées d'enveloppes communes (plagioclases).
- Texture foyaïtique : baguettes de feldspaths enchevêtrées.
- Texture agpaïtique : feldspaths enchevêtés avec minéraux ferro-magnésiens présentant un développement tardif.

### Textures microgrenues
- Texture microgrenue porphyrique : cristaux automorphes de taille centimétrique (1 à 5 cm ou plus) dispersés dans une matrice très finement grenue dont le grain est parfois difficile à distinguer à l'œil nu.
- Texture microgrenue aphanitique, ou encore texture aphyrique : roche constituée d'une matrice très finement grenue dont le grain est parfois difficile à distinguer à l'œil nu.
- Texture micropegmatitique : assemblage microscopique d'aspect géométrique de quartz et feldspath alcalin, ayant cristallisé simultanément en intercroissances. La texture granophyrique est utilisée pour l'intercroissance de quartz et du plagioclase.
- Texture felsitique : assemblage cryptocristallin, souvent à quartz et feldspath alcalin, quasiment impossible à discerner à l'œil nu, mais visible à la loupe et au microscope.
- Texture intergranulaire (doléritique) : cristaux de plagioclases automorphes jointifs, cimentés par des minéraux ferromagnésiens xénomorphes de haute température.
- Texture ophitique : cristaux de plagioclase automorphes non jointifs, inclus dans des grands cristaux pœcilitiques de pyroxène (amphibole).
- Texture intersertale : cristaux de plagioclases automorphes jointifs, cimentés par un verre basaltique ou des minéraux secondaires de basse température.
- Texture sub-ophitique : cristaux de plagioclases automorphes jointifs, inclus dans des grands cristaux pœcilitiques de pyroxène ou d'amphibole.

### Textures microlitiques
- Texture microlitique aphanitique : les aphanites contiennent des microlites et des microcristaux flottant dans une mésostase vitreuse, cas de l'éruption de magmas à température très haute.
- Texture microlitique porphyrique : cristaux automorphes de grande taille (phénocristaux) enrobés dans une mésostase aphanitique, caractéristique de la cristallisation des phénocristaux dans la chambre magmatique, de la cristallisation des microlites lors de la montée et l'émission du magma et de la prise en masse du verre lors du refroidissement rapide du magma en surface.
- Texture dendritique : cristaux plumeux, arborescents, en boucle de ceinture, etc. rencontrés surtout dans les laves basaltiques sous-marines très magnésiennes (basaltes picritiques, boninites, komatiites) ; la texture spinifex est une variété de texture dendritique des komatiites.
- Texture perlitique : verre sillonné de fissures courbes délimitant des perles plus ou moins sphériques.
- Texture variolitique : cristallisation fibroradiée de minéraux (plagioclase, clinopyroxène) en amas sphériques (varioles) juxtaposés ou isolés dans une mésostase plus fine.
- Texture sphérolitique : verre partiellement recristallisé sous forme d'agrégats sphériques de minéraux fibroradiés (sphérolites).

## Textures des roches métamorphiques
Les principales textures sont les suivantes : 
- Texture granoblastique (du latin granum, « grain ») lorsque les minéraux sont imbriqués tels des pièces d'un puzzle. Les roches à structure granoblastique (gneiss, éclogite, granulite) sont issues d'un métamorphisme de haute pression.
- Texture nématoblastique (du grec nêma, « fil ») lorsque des minéraux ont un aspect de baguette ou d'aiguille.
- Texture lépidoblastique (du grec lepidos, « écaille ») lorsque ses minéraux sont disposés en lamelles (typiquement des micas).